# Siderone galanthis
Siderone galanthis is een vlinder uit de familie Nymphalidae. De wetenschappelijke naam werd gepubliceerd in 1775 door Pieter Cramer.